# Andreas Slominski

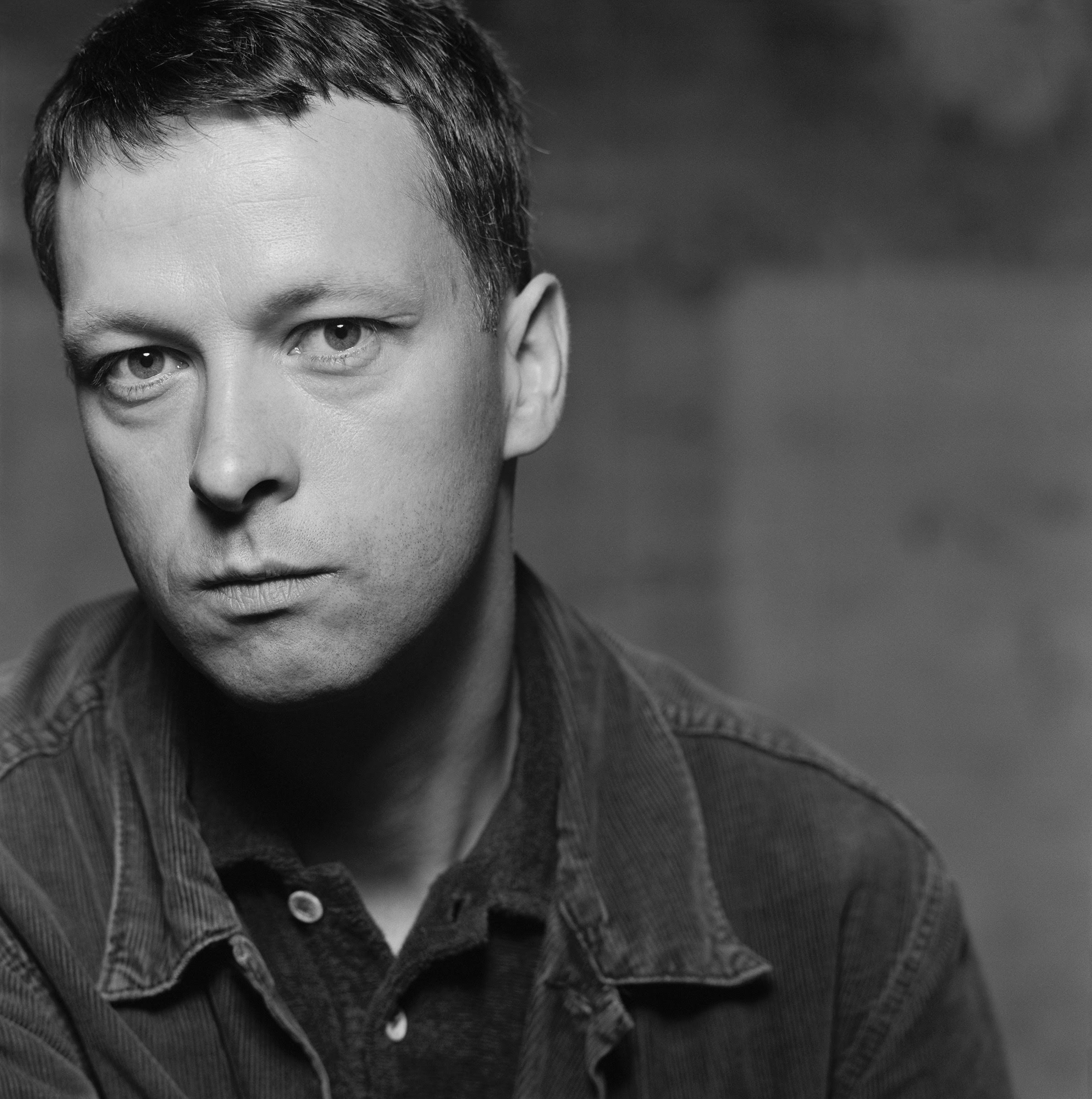
Andreas Slominski fotografiert von Oliver Mark, Hamburg 1999

Andreas Slominski (* 1959 in Meppen) ist ein deutscher Maler und Objektkünstler.

## Leben und Werk
Slominski studierte nach einem abgebrochenen Philosophiestudium von 1983 bis 1986 Kunst an der Hochschule für bildende Künste Hamburg. Nach einer Professur in Karlsruhe übernahm er 2004 an der Hamburger Hochschule die Nachfolge von Franz Erhard Walther.
Slominski ist mit seinen Fallen-Objekten bekannt geworden, die zugleich banale Alltagsobjekte und autonome Kunstwerke sind. Während die Arbeiten in den 1980er und frühen 1990er Jahren noch die Dimensionen kleinerer Skulpturen hatten, wuchsen sich z. B. die Tierfallen später zu raumgreifenden Installationen aus. Ein Beispiel für die „Fallenobjekte“ ist die Installation Fallen-Hochsprunganlage – Berg Sportgeräte aus dem Jahre 1988, damals ausgestellt im Kabinett für aktuelle Kunst in Bremerhaven.
Ab 2009 beschäftigte er sich in einer Werkserie mit Garagentoren, die wie Tafelbilder mit bunten Schildern an den Wänden hängen. Auch hier spiegelt sich, wie bereits bei den Fallenobjekten, die Auseinandersetzung mit dem Readymade wider.
Andreas Slominski lebt und arbeitet in Berlin und Hamburg.

## Preise und Auszeichnungen
- 1991: Karl-Ströher-Preis
- 1994: Kunstpreis der Adolf-Luther-Stiftung, Krefeld
- 1995: Kunstpreis des Landes Bremen
- 1995: Sprengel-Preis der Niedersächsischen Sparkassen-Stiftung
- 1998: Edwin-Scharff-Preis
- 2004: Kunstpreis Aachen
- 2004: Niedersächsischer Kunstpreis
- 2013: Lichtwark-Preis
- 2013: Hannah-Höch-Preis

## Ausstellungen (Auswahl)
- 1987: Andreas Slominski. Fallen, Raum für Kunst, Hamburg
- 1988, 1991, 1999: Andreas Slominski, Kabinett für aktuelle Kunst, Bremerhaven
- 1988: Biennale Venedig
- 1989: Andreas Slominski. Fallen, Produzentengalerie, Hamburg
- 1992: Szenenwechsel II, Museum für Moderne Kunst, Frankfurt am Main
- 1992: Qui, quoi, où? Un regard sur l’art en Allemagne en 1992, Musée d’art moderne de la Ville de Paris
- 1995: Andreas Slominski, Museum Haus Esters, Krefeld
- 1996: Ayse Erkmen, Andreas Slominski. Zuspiel, Portikus, Frankfurt am Main
- 1996: Views from Abroad. European Perspectives on American Art 2, Whitney Museum of American Art, New York; Museum für Moderne Kunst, Frankfurt am Main
- 1997: Andreas Slominski, Bonnefantenmuseum, Maastricht
- 1997: Biennale Venedig
- 1997: Skulptur. Projekte in Münster 1997, Münster
- 1997: Deutschlandbilder. Kunst aus einem geteilten Land, Martin-Gropius-Bau, Berlin
- 1997: Andreas Slominski, White Cube, London
- 1998: Andreas Slominski. Traps, Wako Works of Art, Tokio
- 1998: Andreas Slominski. Skulpturen, Objekte, Kunsthalle Zürich
- 1998: Berlin / Berlin. Berlin Biennale für zeitgenössische Kunst, Akademie der Künste, Postfuhramt, Kunst-Werke, Berlin
- 1999: Andreas Slominski, Deutsche Guggenheim, Berlin
- 1999: Andreas Slominski. Traps, Metro Pictures, New York
- 2003: Andreas Slominski, Fondazione Prada, Mailand
- 2003: Andreas Slominski, Sadie Coles HQ, London
- 2005: Andreas Slominski, Serpentine Gallery, London
- 2005: Andreas Slominski. Moving Energies #6, Museum Folkwang, Essen
- 2006: Andreas Slominski. Roter Sand und ein gefundenes Glück. Werke von 1986 bis 2006, Museum für Moderne Kunst, Frankfurt am Main
- 2008: Thomas Bayrle, Andreas Slominski, Dépendance, Brüssel
- 2009: Andreas Slominski, Galerie Thaddaeus Ropac, Salzburg
- 2009: Andreas Slominski, Jablonka Galerie, Berlin[3]
- 2010: Andreas Slominski, Sammlung Goetz, München
- 2011: William N. Copley, Andreas Slominski. X-Rated, Me Collectors Room, Berlin
- 2012: Andreas Slominski. Walls, Villa Schöningen, Potsdam
- 2012: Andreas Slominski. Sperm, Metro Pictures, New York
- 2012: Andreas Slominski. Ecce Homo, Galerie Neu, Berlin
- 2012: Andreas Slominski. Riding a Saddle Roof, Museum Dhondt-Dhaenens, Deurle
- 2013: Andreas Slominski. Über die Freundschaft, Neuer Berliner Kunstverein, Berlin
- 2014: Andreas Slominski. Werke aus der Sammlung Bärbel und Manfred Holtfrerich, Kunsthalle Bremen[4]
- 2016: Andreas Slominski. Das Ü des Türhüters, Deichtorhallen Hamburg'[5]
- 2017: Andreas Slominski. Sorrring‚ Museum Jorn, Silkeborg
- 2017: Paradigm of Art. Contemporary Art from Germany (Teil von Deutschland 8. Deutsche Kunst in China), CAFA Art Museum, Beijing
- 2022: Andreas Slominski. St.St. Kunstmuseum, St. Gallen

## Schüler
- Annika Kahrs
- Wolfgang Ganter

## Publikationen
- Wohnorte gegen Geburtsort. Museum Folkwang, Essen. Buchhandlung Walther König, Köln 2024, ISBN 978-3-7533-0635-3.